# Aloe compressa
Aloe compressa é uma espécie de liliopsida do gênero Aloe, pertencente à família Asphodelaceae.